# Comitê Nacional por uma Alemanha Livre

Logo

Bandeira

Comitê Nacional por uma Alemanha Livre (alemão: Nationalkomitee Freies Deutschland ou NKFD) foi uma organização anti-nazista que operou na União Soviética durante os últimos anos da Segunda Guerra Mundial, fundada por civis alemães exilados do regime nazista e oficiais militares prisioneiros de guerra.

## História
A ascensão do poder nazista na Alemanha em 1933, levou o Partido Comunista da Alemanha a ser posto fora da lei pelo governo de Adolf Hitler e à perseguições a seus membros, muitos dos quais fugiram para a União Soviética. Com a invasão alemã da URSS em 1941, prisioneiros de guerra alemães começaram a cair nas mãos dos soviéticos e as várias tentativas de alguns deles de criar uma organização alemã anti-nazista no país fracassaram, devido à crença da maior parte dos soldados capturados, de que a vitória final ainda seria da Alemanha.
Com  a derrota alemã na Batalha de Stalingrado, o número de prisioneiros cresceu consideravelmente e sua crença numa vitória alemã começou a ser seriamente abalada, o que os fez mais abertos a se tornarem membros de uma organização anti-nazista. Assim, o NFKD foi fundado em Moscou em 12 de julho de 1943 e contou como seu primeiro presidente com o escritor comunista exilado Eric Weinert, tendo como vices o tenente-aviador Heinrich Graf von Einsiedel e o major Karl Hetz. Sua liderança consistia de 38 membros fundadores, dentre os quais 28 eram militares prisioneiros de guerra e 10 civis comunistas exilados.
Após várias tentativas frustradas de recrutar oficiais entre os prisioneiros alemães para se juntar ao Comitê, foi sugerida a criação uma liga própria de oficiais dentro dele, de maneira a que eles não precisassem ter contato dreto com comunistas e soldados comuns.
Dois meses após a fundação do NFVD, era então fundada a Liga  dos Oficiais Alemães (alemão: Bund Deutscher Offiziere ou BDO), liderada pelo general Walther von Seydlitz-Kurzbach, com a tarefa principal de publicar e distribuir propaganda entre as forças armadas alemães. Vários oficiais de alta-patente se juntaram à BDO, o mais proeminente deles o marechal-de-campo Friedrich Paulus, comandante do 6º Exército alemão, que havia sido derrotado e se rendido em Stalingrado.

## Atividades
Com seu foco na propaganda anti-nazista, o Comitê tinha seu jornal e sua própria estação de rádio; enviavam folhetos por via aérea aos soldados alemães na frente de combate e aos prisioneiros de guerra nos campos de concentração. O general von Seydlitz ofereceu aos soviéticos formar um exército anti-nazista composto de integrantes do Comitê e da Liga de oficiais para lutar contra seu próprio país, mas o oferecimento foi recusado pelo governo soviético.
Alguns membros do NKFD eram incorporados às unidades na linha de frente soviética para interrogar prisioneiros alemães e espalhar propaganda para as tropas alemães com as quais os soviéticos lutavam; outros integrantes lutavam atrás das linhas alemães, incorporados a unidades guerrilheiras russas. À medida que o Exército Vermelho entrava na Alemanha, alguns deles eram nomeados oficiais em comando nas zonas de ocupação soviéticas, substituindo os oficiais nazistas presos.

## Pós-guerra
Com a derrota e a rendição alemã em maio de 1945, a maioria dos membros do NKFD voltou ao país, estabelecendo-se nas zonas de ocupação soviéticas, e tiveram um papel-chave na construção da República Democrática Alemã (RDA), na Alemanha Oriental. Alguns membros da BDO tiveram importante participação na formação, em 1956, do Exército Nacional Popular, o exército da Alemanha Oriental, e alguns, como o próprio , foram novamente internados como prisioneiros de guerra acusado de cometer atrocidades contra prisioneiros soviéticos e a população civil russa, enquanto esteve a serviço da Wehrmacht.